# Éla
Pour les articles homonymes, voir ELA.
Éla (hébreu : אֵלָה) est roi d'Israël en 886-885 av. J.-C.

## Présentation
Il succède à Baasa, son père, avant d'être assassiné par Zimri, un de ses généraux.
Éla devint roi dans la vingt-sixième année d'Asa, roi de Juda, et régna deux ans sur Israël (1 Rois 16:8). Puis Zimri tua Éla et régna à sa place dans la vingt-septième année d'Asa. Zimri régna seulement sept jours (1 Rois 16:10,15), avant d'être supplanté par Omri qui à son tour devint roi d'Israël.